# Apache Dans
Apache Dans er en dansk stumfilm fra 1909 produceret af Nordisk Films Kompagni og instrueret af Viggo Larsen

## Handling
Denne artikel mangler et handlingsreferat. Hjælp os med at skrive det.

## Medvirkende
- Gudrun Kjerulf
- Viggo Larsen